# Ар-Рисала аль-Камилия фи-с-сира ан-Набавия
«Ар-Риса́ла аль-Ка́милия фи-с-си́ра ан-Набави́я» (араб. الرسالة الكاملية في السيرة النبوية‎ — «Трактат Камиля о биографии Пророка»), также известный как «Рисала Фа́диль ибн На́тик» (араб. رسالة فاضل بن ناطق‎ — «Книга Фадиля ибн Натика») — первый богословский роман, написанный Ибн ан-Нафисом, затем переведённый на западе как Theologus Autodidactus («Богослов-самоучка»). Этот труд является одним из самых первых романов на арабском языке. Его также можно считать ранним примером научно-фантастического романа, рассказа о переходном возрасте и истории о необитаемом острове. Роман был написан в период между 1268 и 1277 годами.

## Сюжет
Главным героем романа является Камиль, который вырос и жил в пещере на необитаемом острове. Затем он вступает в контакт с другими людьми, когда они терпят кораблекрушение возле его острова. Эти люди увозят его обратно в цивилизованный мир. Сюжет охватывает историю совершеннолетия Камиля и включает в себя элементы научной фантастики, когда история достигает своего апогея в виде апокалиптического Конца Света.